# Коропы
Коропы (укр. Коропи) — село, 
Малороганский сельский совет,
Харьковский район,
Харьковская область.
Код КОАТУУ — 6325182505. Население по переписи 2001 года составляет 150 (64/86 м/ж) человек.

## Географическое положение
Село Коропы находится на правом берегу реки Роганка,
выше по течению примыкает село Степанки,
ниже по течению примыкает село Роганка (ликвидированное) и на расстоянии в 1 км — село Малая Рогань.
На противоположном берегу большой массив садовых участков.

## История
- 1893 — дата основания.